# Bosmal City Center
Le Bosmal City Center (BCC) (bosniaque, croate et serbe : Bosmalov gradski centar / Босмалов градски центар) est une tour commerciale et résidentielle située à Sarajevo, en Bosnie-Herzégovine. D'une hauteur de 118 m, c'est le deuxième plus haut bâtiment résidentiel des Balkans. En plus des appartements, le complexe abrite plusieurs commodités, dont des restaurants, des salons et des magasins.
Le Bosmal City Center est le projet de la société bosniaque Bosmal, créée en 2001 par les frères Nijad et Edin Šabanović de Visoko. Avec un investissement global évalué à 120 millions d'euros, le Bosmal City Center est le plus grand investissement direct étranger en Bosnie-Herzégovine. Le projet a impliqué près de soixante-dix entreprises et a employé plus de 3 500 travailleurs. 

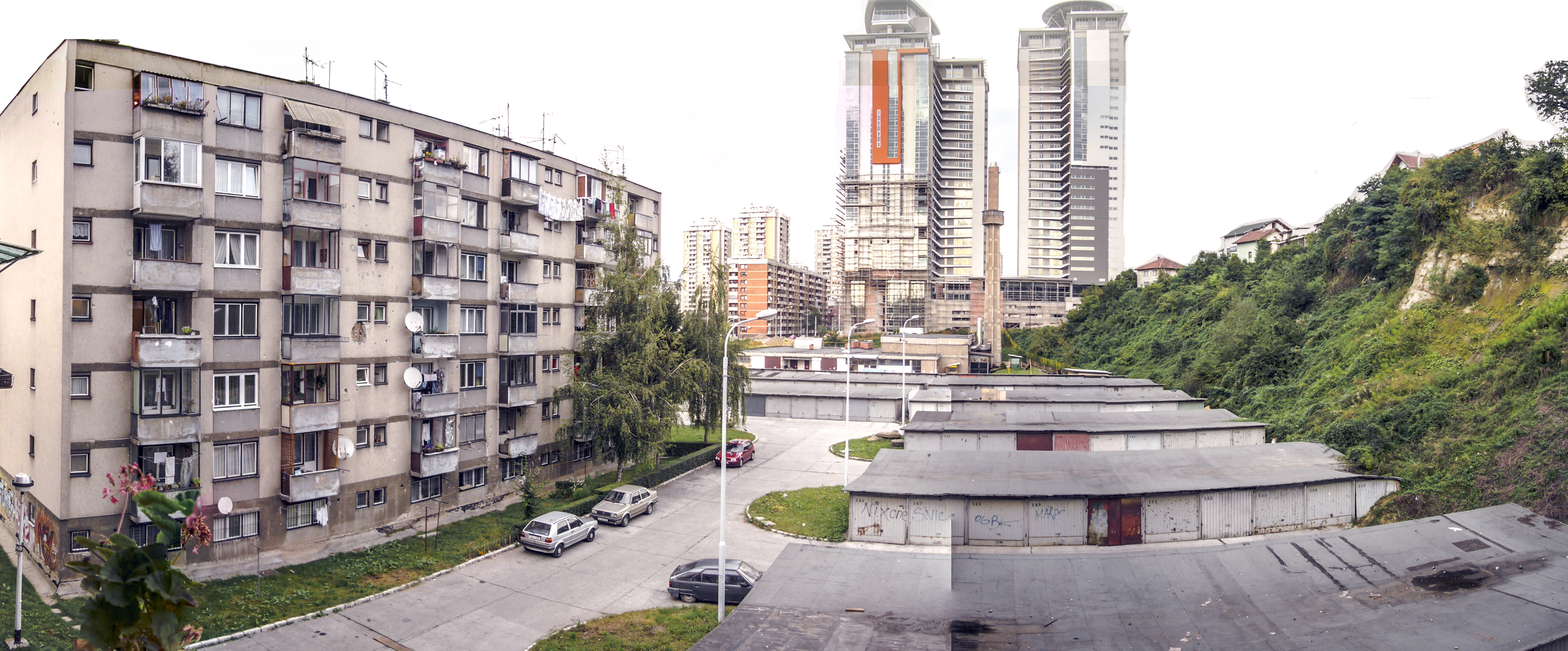
Vue panoramique du centre ville de Bosmal depuis Čengić Vila II (en 2005).